# Косец
Косе́ц (Косе́с) — река в России, протекает по территории Каргасокского района Томской области. Устье реки находится в 319 км по правому берегу реки Тым. Длина реки составляет 249 км, площадь водосборного бассейна 3610 км².

## Бассейн
- 3 км: Пуджелга
- 13 км: Чебачья
- Таракановка
- Ельцовка
- 37 км: Малая Глубокая
- 68 км: Малый Косец
  - 19 км: Киликейкина
  - Шкаринка
- 82 км: Базовская
- Первая
- 110 км: Вторая
- Третья
- 121 км: Викторовка
- 128 км: Четвёртая
- 143 км: Средняя
- Сычина
- 151 км: Пятая
  - 4 км: Прямая
- 156 км: Кедровая
- 173 км: Громовская
- 178 км: река без названия
- 195 км: Извилистая
- 206 км: Вилюйка
- 214 км: Мохтикигол
- 228 км: Пюкынлёкъёган
- Пынктыинкъёган

## Данные водного реестра
По данным государственного водного реестра России относится к Верхнеобскому бассейновому округу, водохозяйственный участок реки — Обь от впадения реки Васюган до впадения реки Вах, речной подбассейн реки — Васюган. Речной бассейн реки — (Верхняя) Обь до впадения Иртыша.